# M'Bagne
M'Bagne è uno dei quattro comuni del dipartimento di M'Bagne, situato nella regione di Brakna in Mauritania. Contava 10.383 abitanti nel censimento della popolazione del 2000.